# 锡帕利维尼区
3°46′37″N 56°01′40″W / 3.77694°N 56.02778°W
锡帕利维尼（荷蘭語：Sipaliwini），是苏里南南部的一个区。
该区包括整个苏里南的南部地区，面积130,567平方公里，是苏里南面积最大的一个区，总面积远超过其他9个区之和。但该区大部分地区均处于未开发状态，总人口仅29,210人，且无首府，由苏里南中央政府在帕拉马里博直接管辖。
该区西南部与圭亚那存在领土争议，两国边防部队时有交火。